# Lenola
Lenola é uma comuna italiana da região do Lácio, província de Latina, com cerca de 4.126 habitantes. Estende-se por uma área de 45 km², tendo uma densidade populacional de 92 hab/km². Faz fronteira com Campodimele, Castro dei Volsci (FR), Fondi, Pastena (FR), Pico (FR), Vallecorsa (FR).

## Demografia
| Variação demográfica do município entre 1861 e 2011                               |
|                                                                                   |
| Fonte: Istituto Nazionale di Statistica (ISTAT) - Elaboração gráfica da Wikipedia |

## Links
- Lenola - SudPontino.net